# Brissus obesus
Brissus obesus is een zee-egel uit de familie Brissidae.
De wetenschappelijke naam van de soort werd in 1867 gepubliceerd door Addison Emery Verrill.